# Canthon planus
Canthon planus là một loài bọ cánh cứng trong họ Bọ hung (Scarabaeidae).